# 天通一号
天通一号是中华人民共和国自主研制建设的卫星移动通信系统，由中国航天科技集团研发，计划为中国及周边、中东、非洲等相关地区，以及太平洋、印度洋大部分海域用户，提供全天候、全天时、稳定可靠的话音、短消息和数据等移动通信服务。星体基于东方红四号卫星平台研制，通过长征三号乙改进Ⅲ型运载火箭发射。
现时该卫星网络通过中国电信提供中国国内的卫星电话运营服务，电话号段前缀为1740。
2023年8月29日开始发售的华为Mate 60系列的卫星电话功能，就是基于该卫星网络提供。

## 卫星列表
| 名称         | 发射时间             | COSPAR ID | 发射地点 | 运载火箭          | 轨道 | 状态   |
| ------------ | -------------------- | --------- | -------- | ----------------- | ---- | ------ |
| 天通一号01星 | 2016年8月6日，00:22  | 2016-048A | 西昌     | 长征三号乙改进Ⅲ型 | GTO  | 运行中 |
| 天通一号02星 | 2020年11月12日，3:59 | 2020-082A | 西昌     | 长征三号乙改进Ⅲ型 | GTO  | 运行中 |
| 天通一号03星 | 2021年1月20日，00:25 | 2021-003A | 西昌     | 长征三号乙改进Ⅲ型 | GTO  | 运行中 |